# Томушешть
Томушешть, Томушешті (рум. Tomușești) — село у повіті Алба в Румунії. Адміністративно підпорядковане місту Кимпень.
Село розташоване на відстані 328 км на північний захід від Бухареста, 60 км на північний захід від Алба-Юлії, 57 км на південний захід від Клуж-Напоки.

## Населення
За даними перепису населення 2002 року у селі проживали 58 осіб, усі — румуни. Усі жителі села рідною мовою назвали румунську.